# Fasana
Fasana (in croato Fažana; in veneto Faxana) è un comune croato di 3 569 abitanti dell'Istria meridionale che si affaccia sul mare Adriatico. Fa parte della Regione istriana.

## Geografia fisica
Fasana, posta ad 8 km a nord-ovest di Pola, è un piccolo porto di pescatori affacciato al canale di Fasana e protetto dal mare aperto dall'arcipelago delle isole Brioni.

Il paese è situato sulla strada regionale tra Dignano e Pola.
Il paesaggio è pianeggiante e dominato da boschi di pini marittimi, mentre nell'interno s'intravedono le prime dolci ondulazioni coltivate ad ulivi e vigneti.

## Storia
È un paese di origine romana che portò il nome latino Vasianum e poi Phasiana, per via della presenza in epoca romana di manifatture di ceramiche e terrecotte come tegole, vasi ed anfore. Per questo motivo il simbolo del paese è proprio un'anfora.

La vicinanza di Pola ha sin dagli albori influenzato la storia di questa comunità che ha quasi sempre seguito le sorti e le vicende della vicina città.
Nel 1379 la flotta di Venezia, sotto l'egida di Vettor Pisani si scontrò con la flotta di Genova comandata da Luciano Doria nel canale di Fasana.

## Monumenti e luoghi d'interesse
- Chiesa dei Santi Cosma e Damiano, costruita nel XIV secolo in stile tardogotico, conserva al suo interno un'Ultima cena di Giorgio Ventura.
- Chiesa della Madonna del Carmelo, costruita nel XIV secolo su un edificio preesistente e più volte rimaneggiata;

## Società

### La presenza autoctona di italiani
È presente una comunità di italiani autoctoni che rappresentano una minoranza residuale di quelle popolazioni italofone che abitarono per secoli la penisola dell'Istria e le coste e le isole del Quarnaro e della Dalmazia, territori che appartennero alla Repubblica di Venezia. La presenza degli italiani a Fasana è drasticamente diminuita in seguito all'esodo giuliano dalmata, che avvenne dopo la seconda guerra mondiale e che fu anche cagionato dai "massacri delle foibe".
Storicamente la stragrande maggioranza dei fasanesi è stata di madrelingua italiana, almeno fino agli ultimi decenni dell'Ottocento. Secondo il censimento del 1880, infatti, a Fasana vivevano 545 italiani, 3 serbo-croati e 1 tedesco. Tra la fine del XIX secolo e l'inizio del XX secolo, Fasana, così come la vicina Pola, subì un forte incremento demografico, dovuto all'insediamento in loco di immigrati tedeschi, croati, sloveni e italiani. Il borgo istriano passò così dai 608 abitanti del 1880 ai 1785 del 1910. Inoltre, sempre più slavi iniziarono a dichiararsi sloveni o croati nei censimenti asburgici (mentre in precedenza essi avevano indicato l'italiano come lingua d'uso), in concomitanza con lo sviluppo dei rispettivi nazionalismi. A queste due ragioni è dovuto l'incremento delle componenti non italofone, registrato tra il 1890 e il 1910.
| Anno | Totale | Italiani | Serbo-croati | Sloveni | Tedeschi |
| ---- | ------ | -------- | ------------ | ------- | -------- |
| 1890 | 717    | 555      | 83           | 4       | 3        |
| 1900 | 1092   | 840      | 52           | 28      | 74       |
| 1910 | 1785   | 958      | 113          | 138     | 354      |

Il censimento del 1921, effettuato quando l'Istria era ormai divenuta parte del Regno d'Italia, indicò una percentuali di italofoni pari al 100% della popolazione. Questo drastico aumento percentuale della componente italiana è da ricondurre sia all'emigrazione degli sloveni, dei tedeschi e dei croati che erano arrivati a Fasana negli anni precedenti, sia alla manipolazione dei dati operata dai funzionari. Infatti, molti croati vennero registrati come italiani in virtù del loro perfetto bilinguismo. Come altrove in Istria, la gran parte della popolazione è esodata negli anni successivi al 1945, soprattutto a causa della repressione politica e nazionale perpetrata dal regime jugoslavo.
Oggi è presente una larga una maggioranza croata che si è sempre rafforzata a partire dagli anni cinquanta. Gli italiani costituiscono una minoranza, radunati nella locale Comunità degli Italiani di Fasana, fondata nel 1948 e che conta 510 iscritti, ovvero il 16,72% della popolazione comunale. Secondo il censimento croato del 2011, la minoranza autoctona italiana nel comune è il 4,76% della popolazione complessiva. A Fasana il bilinguismo è ufficiale.

### Lingue e dialetti
| %      | Ripartizione linguistica (gruppi principali) |
| ------ | -------------------------------------------- |
| 0,75%  | madrelingua bosniaca                         |
| 90,75% | madrelingua croata                           |
| 4,66%  | madrelingua italiana                         |
| 1,31%  | madrelingua serba                            |

| %      | Ripartizione linguistica (gruppi principali) |
| ------ | -------------------------------------------- |
| 0,85%  | madrelingua bosniaca                         |
| 90,84% | madrelingua croata                           |
| 3,85%  | madrelingua italiana                         |
| 1,21%  | madrelingua serba                            |

## Località
Il comune di Fasana è diviso in due insediamenti (naselja):
| - Fasana o Fasana d'Istria (Fažana), sede comunale - Valbandon |

## Economia
L'economia si basa in particolare sul turismo ed il suo indotto, sopravvivono ancora attività tradizionali legate alla pesca e alla costruzione di piccole imbarcazioni oltre che ad alcune coltivazioni agricole.

## Monumenti e luoghi d'interesse
È presente un centro storico di origine medievale che si è sviluppato attorno alla chiesa parrocchiale dei Santi Cosma e Damiano del XV secolo. Sono inoltre presenti alcune chiese:
- Santa Maria del Carmine del IX secolo
- San Giovanni del XVI secolo
- Sant'Eliseo del VI secolo